# Soutien à l'exportation
Constitue un soutien à l'exportation, toute initiative, publique ou privée, visant à favoriser l'exportation de biens et de services en aidant les entreprises dans leur démarche.
Ces initiatives peuvent être d'ordre administratif, financier, juridique ou informationnel.
L'aspect public de ces initiatives varie grandement d'un État à un autre. Alors que certains disposent d'un dispositif complet de soutien à l'exportation, d'autres se contentent de coordonner différentes initiatives privées.

## Systèmes de soutien à l'exportation

### En France
Le système français se caractérise par une multitude d'acteurs à la fois publics et privés.

#### L'équipe de France de l'export / Team France Export
Lancée en 2008, l'équipe de France de l'export  vise à coordonner l'action des différents acteurs publics du dispositif de soutien à l'exportation français. Clarifiant ainsi, l'accès pour les entreprises aux différentes aides. Cette dernière a été remplacée en 2018 par La Team France Export.

##### Les missions économiques
Dans le cadre de ses représentations diplomatiques, la France dispose d'un réseau de conseillers rattachés aux ambassades.

##### Ubifrance
En parallèle des missions économiques, la France a développé une organisation visant à favoriser le développement international des entreprises, nommée Ubifrance.

##### Les conseillers du commerce extérieur de la France
Les conseillers du commerce extérieur de la France (CCNEF) (Comité National des Conseillers du Commerce Extérieur de la France) sont un réseau de conseillers bénévole visant à observer, analyser et soutenir le commerce extérieur français.

##### Les chambres de commerces et de l'industrie
Les chambres de commerces et de l'industrie (CCI) visent à identifier les différents exportateurs potentiels.

##### Oséo
Oséo (Oséo) (oseo)est une entreprise publique qui a notamment pour mission de financer les projets des entreprises qui souhaitent se développer à l'international, en assurant des investissements en vue d'accroître leurs exportations, en se portant caution auprès de partenaires étrangers ou en finançant des prêts pour permettre ce développement à l'international.

### En Corée du Sud
L'État sud-coréen entretient des liens très étroits avec les grandes entreprises du pays (appelées Chaebols) afin de les aider dans leurs exportations. Des aides financières notamment sous forme de prêts sont souvent attribuées.